# 弗雷谢里尼亚
弗雷谢里尼亚（葡萄牙語：Frecheirinha）是巴西塞阿拉州的一个市镇。总面积181.24平方公里，总人口12822人，人口密度70.7人/平方公里。